# CBC News Network
CBC News Network, anciennement CBC Newsworld, est une chaîne de télévision câblée canadienne d'information en continu gérée par la Société Radio-Canada. Elle est l'équivalent du Réseau de l'information (RDI) francophone. Desservant près de dix millions de foyers dans tout le pays ainsi que dans certains États du nord des États-Unis, c'est le troisième plus vieux réseaux du genre, après Cable News Network (CNN) aux États-Unis et Sky News au Royaume-Uni.

## Historique
La Société Radio-Canada a obtenu sa licence du CRTC en décembre 1987. 
Pierre Juneau, président de Société Radio-Canada à l'époque, annonce le 17 octobre 1988 que le service sera lancé début-1989 et que la SRC demandera au CRTC une licence semblable pour un service d'information en continu en français. Le service en anglais est doté d'un budget annuel de 20 millions de dollars (financé par la publicité et les abonnements, dont le prix au départ est fixé au départ à 40 cents) sans financement public :

« Le service continu d'information ne sera pas financé à même les deniers publics »

— Pierre Juneau, Président de la Société Radio-Canada, le 17 octobre 1988 à Montréal
Si aucun financement public direct n'est reçu par le nouveau service, il bénéficie néanmoins de la mutualisation des moyens des services réguliers de l'information de CBC. La Société Radio-Canada conclut également des ententes avec le Financial Times, le Globe and Mail et la revue Les Affaires pour la production d'émissions financières.
La première retransmission se fait le 31 juillet 1989 depuis les studios d'Halifax, Toronto, Winnipeg et Calgary, afin de refléter le caractère transcontinental du projet. Les restrictions budgétaires successives ont finalement eu pour conséquence de concentrer la plupart des activités dans les bureaux de Toronto et Calgary.
Au contraire de la CBC, essentiellement financée par le biais d'une redevance audiovisuelle, Newsworld tire l'essentiel de ses revenus des abonnements au câble. Les deux réseaux diffusent cependant aussi des publicités.
Plusieurs émissions de Newsworld sont rediffusées sur CBC, dont l'audience est plus large. Newsworld International rediffuse aussi quelques programmes de BBC World.
La chaîne a été lancée en format haute définition en mode 1080i au mois de janvier 2009, mais est passé au mode 720p en janvier 2012.

### Identité visuelle (logotype)
CBC News Network a connu plusieurs changements d'identité visuelle depuis son lancement en 1989.

Logo de CBC Newsworld avant 2001.
Logo de CBC Newsworld de 2001 à octobre 2009.
Logo de CBC News Network d'octobre 2009 à mars 2016.
Logo de CBC News Network de mars 2016 à 2021.
Logo de CBC News Network depuis 2021.

## Newsworld International
Plusieurs programmes de Newsworld ont également été diffusés sur le défunt Newsworld International, un réseau câblé à financement américain. Bien que développé par la CBC, Newsworld International fut vendue à Vivendi Universal en 2000, puis revendu à Al Gore et Joel Hyatt en 2004 jusqu'à ce que ceux-ci lancent leur propre réseau câblé, Current TV, le 1er août 2005.